# La esposa
La sposa (La esposa en español) es una miniserie de televisión italiana de drama histórico y romance, dirigida por Giacomo Campiotti y escrita por Valia Santella, Eleonora Cimpanelli y Antonio Manca (en base a una historia de Santella) para la Rai 1. Está protagonizada por Serena Rossi y Giorgio Marchese. Los tres capítulos se emitieron en la cadena italiana Rai 1 entre el 16 y el 30 de enero de 2022.

## Trama
La serie, situada en la Italia de finales de los 60, sigue a Maria Saggese (Serena Rossi), una mujer calabresa que acepta casarse con Italo Bassi (Giorgio Marchesi), el sobrino de un rudo campesino de Vicenza, a cambio de dinero, para sacar a su familia de la pobreza.

## Reparto
- Serena Rossi como Maria Saggese
- Giorgio Marchesi como Italo Bassi
- Maurizio Donadoni como Vittorio Bassi
- Mario Sgueglia como Antonio Lo Bianco
- Matteo Valentini como Giuseppe Saggese
- Antonio Nicolai como Paolino Bassi
- Claudia Marchiori como Carla
- Antonella Prisco como Nunzia
- Giulia D'Aloia como Luisa Saggese
- Gualtiero Burzi como Don Fabio
- Mariella Lo Sardo como Filomena
- Matilde Piana como Carmela
- Saverio Malara como Zi' Michele
- Denis Fasolo como Giulio
- Stefano Fregni como Maresciallo Pietro
- Stefano Guerrieri como Bruno
- Marta Richeldi como Assistente sociale

## Capítulos
| N.º | Título       | Dirigido por      | Escrito por                                         | Fecha de emisión original | Audiencia (millones) |
| --- | ------------ | ----------------- | --------------------------------------------------- | ------------------------- | -------------------- |
| 1   | «Capítulo 1» | Giacomo Campiotti | Valia Santella, Eleonora Cimpanelli y Antonio Manca | 16 de enero de 2022       | 5.983.000 (26,80%)   |
| 2   | «Capítulo 2» | Giacomo Campiotti | Valia Santella, Eleonora Cimpanelli y Antonio Manca | 23 de enero de 2022       | 6.568.000 (28,70%)   |
| 3   | «Capítulo 3» | Giacomo Campiotti | Valia Santella, Eleonora Cimpanelli y Antonio Manca | 30 de enero de 2022       | 6.925.000 (31,80%)   |

## Producción
El rodaje de la serie comenzó en mayo de 2021 en Roma, y continuó en Apulia en junio y en Piamonte en julio, hasta concluir el rodaje el día 29 de julio. La banda sonora, compuesta por Carmine Padula (en su tercera colaboración con Giacomo Campiotti, después de la miniserie Ognuno è perfetto y la película Chiara Lubich - L'amore vince tutto) fue grabada en los estudios Forum Music Village de Roma por la Orquesta Italiana del Cine.
La serie fue presentada a los medios italianos el día 13 de julio de 2022, tres días antes del estreno de la serie.

## Lanzamiento
La serie se estrenó en Italia en la Rai 1 el 16 de enero de 2022, emitiéndose en el prime time de los domingos de la cadena.

### En otros países
El 9 de agosto de 2022, la cadena española Antena 3 anunció que había adquirido la serie para emitirla en España. El 9 de septiembre de 2022, la cadena preestrenó la serie en su plataforma de streaming, Atresplayer Premium, y estrenó la serie en televisión el 14 de septiembre de 2022.